# For All the Dogs
For All the Dogs ist das achte Studioalbum des kanadischen Rappers und Sängers Drake. Es wurde am 6. Oktober 2023 über OVO Sound und Republic Records veröffentlicht. Das Album enthält Gastauftritte von Teezo Touchdown, 21 Savage, J. Cole, Yeat, SZA, PartyNextDoor, Chief Keef, Bad Bunny, Sexyy Red und Lil Yachty. Die Produktion übernahmen Drake, Teezo Touchdown und Lil Yachty selbst, zusammen mit 40, Sango, Oz, Bnyx, Southside, Boi-1da, Vinylz, Tay Keith, FnZ, Jahaan Sweet, dem verstorbenen DJ Screw, Stwo, Gordo, Justin Raisen und The Alchemist, um nur einige zu nennen. Das Cover wurde von seinem damals fünfjährigen Sohn Adonis gemalt.
Die Scary Hours Edition des Albums wurde am 17. November 2023 veröffentlicht und enthält sechs zusätzliche Tracks. Das Album erhielt gemischte Rezensionen von Kritikern, war jedoch kommerziell erfolgreich.

## Hintergrund und Promotion
Am 21. Januar 2023 kündigte Drake während seines kostenlosen Konzerts im Apollo Theater die Veröffentlichung eines Albums an und sagte, er wolle „mehr Emotionen wecken, vielleicht in diesem Jahr“. Er reagierte auch auf die negative Rezeption seiner vorherigen Alben und erklärte: „I've thought about a bunch of things in life, but at this moment in time none of those things are stopping making music for [the fans]“.
Am 23. Juni kündigte Drake an, dass sein Gedichtband mit dem Titel Titles Ruin Everything, den er gemeinsam mit dem Songwriter Kenza Samir geschrieben, am 14. Juli erscheinen wird. Einen Tag später enthielten vollständige Anzeigen auf der Titelseite der New York Post einen integrierten QR-Code. Beim Scannen leitete der QR-Code auf eine Landingpage mit einem Bild von zwei Welpen über einer Aussage weiter: „Ich habe ein Album gemacht, das zum Buch passt... Sie sagen, sie vermissen den alten Drake, Mädchen, versuch mich nicht. For All the Dogs“. Der Album-Titel wurde sodann offiziell von OVO und Republic bestätigt.
Während seines Auftritts in Detroit am 9. Juli für die It's All a Blur Tour kündigte Drake an, dass Nicki Minaj auf dem Album auftreten würde, was jedoch nicht geschah. Er kündigte auch an, dass Bad Bunny auf dem Album erscheinen würde, der auf dem Song „Gently“ zu hören ist. Acht Tage später enthüllte Drake das Album-Artwork, das von seinem Sohn Adonis gezeichnet sein soll. Am 22. August kündigte Amazon Music in den sozialen Medien an, dass das Album in drei Tagen veröffentlicht werden würde, und lobte Adonis für die Verlosung, aber die Aussage wurde später gelöscht. Am 6. September bestätigte Drake, dass das Album am 22. September erscheinen würde. Zwei Tage nach der Ankündigung teilte er ein Trailer-Video für das Album, das eine Rückblende seines Vaters Dennis Graham war, der in den frühen 1990er Jahren mit Danny Marks in der kanadischen Fernsehserie Stormy Monday auftrat. Genau zehn Tage nach der Ankündigung gab er bekannt, dass sich das Album aufgrund der laufenden Tour um genau zwei Wochen verzögern und am 6. Oktober veröffentlicht werden würde. Drake enthüllte die Tracklist am 5. Oktober, einen Tag vor der Veröffentlichung des Albums.

## Singles
Die Lead-Single des Albums, Slime You Out, auf dem der amerikanische Singer-Songwriter SZA zu hören ist, wurde am 15. September 2023 veröffentlicht. Der Song wurde von Drake selbst und Noel Cadastre produziert und von 40, Bnyx und Dalton Tennant co-produziert. Es debütierte auf Platz eins der Billboard Hot 100 und bescherte Drake seine zwölfte US-Nummer-eins-Single und SZA ihre zweite.
Die zweite Single des Albums, 8AM in Charlotte, wurde am 5. Oktober 2023 veröffentlicht. Der Song wurde von Dirigent Williams und Mario Luciano nebst Jason Wool produziert. Das Musikvideo wurde noch am selben Tag über Drakes Instagram-Account veröffentlicht. Der Song debütierte auf Platz 17 der Billboard Hot 100.
Die dritte Single des Albums, Rich Baby Daddy, auf der die Rapperin Sexyy Red und SZA zu hören sind, wurde am 13. Oktober 2023 erstmalig im italienischen Radio gespielt. Der Song wurde von Gordo, Liohn und Klahr produziert und von Bnyx, Dougie F, The Loud Pack und UV Killin Em co-produziert. Es debütierte auf Platz 11 der Billboard Hot 100.

## Titelliste
| Nr.          | Titel                                   | Länge   |
| ------------ | --------------------------------------- | ------- |
| 1.           | Virginia Beach                          | 4:11    |
| 2.           | Amen (feat. Teezo Touchdown)            | 2:21    |
| 3.           | Calling for You (feat. 21 Savage)       | 4:46    |
| 4.           | Fear of Heights                         | 2:35    |
| 5.           | Daylight                                | 2:44    |
| 6.           | First Person Shooter (feat. J. Cole)    | 4:07    |
| 7.           | IDGAF (feat. Yeat)                      | 4:20    |
| 8.           | 7969 Santa                              | 4:20    |
| 9.           | Slime You Out (feat. SZA)               | 5:10    |
| 10.          | Bahamas Promises                        | 3:04    |
| 11.          | Tried Our Best                          | 3:30    |
| 12.          | Screw the World (Interlude)             | 1:52    |
| 13.          | Drew a Picasso                          | 4:23    |
| 14.          | Members Only (feat. PartyNextDoor)      | 4:38    |
| 15.          | What Would Pluto Do                     | 3:03    |
| 16.          | All the Parties (feat. Chief Keef)      | 3:39    |
| 17.          | 8AM in Charlotte                        | 4:27    |
| 18.          | BBL Love (Interlude)                    | 2:41    |
| 19.          | Gently (feat. Bad Bunny)                | 2:14    |
| 20.          | Rich Baby Daddy (feat. Sexyy Red & SZA) | 5:19    |
| 21.          | Another Late Night (feat. Lil Yachty)   | 2:50    |
| 22.          | Away from Home                          | 4:19    |
| 23.          | Polar Opposites                         | 4:17    |
| Gesamtlänge: | Gesamtlänge:                            | 1:24:51 |

| Nr.          | Titel                     | Länge   |
| ------------ | ------------------------- | ------- |
| 24.          | Red Button                | 2:40    |
| 25.          | Stories About My Brother  | 4:24    |
| 26.          | The Shoe Fits             | 6:14    |
| 27.          | Wick Man                  | 3:01    |
| 28.          | Evil Ways (feat. J. Cole) | 3:48    |
| 29.          | You Broke My Heart        | 3:51    |
| Gesamtlänge: | Gesamtlänge:              | 1:48:49 |

## Rezensionen
Das Album erhielt auf dem Review-Aggregator Metacritic eine Punktzahl von 53 von 100 Punkten, basierend auf 13 Kritikerbewertungen, was auf eine „gemischte oder durchschnittliche“ Rezeption hindeutet. Will Hodgkinson von der Times nannte Drake „einen wirklich guten Rapper“, der „nicht aufhören kann, sich die ganze Zeit zu beschweren“.
Julianne Escobedo Shepherd von Pitchfork schrieb, dass Drake „has yet again doubled down over a melange of styles—drill, underworld R&B, Playboi Carti's flow—and other than a few flashes of brilliance, the music can't save him from himself“. Mosi Reeves vom Rolling Stone war der Meinung, dass es „evidence of a good album somewhere within the hour-and-a-half long bloat that is For All the Dogs“, fasste das Album aber als „abschweifend“ zusammen.
Tim Sendra von AllMusic schrieb, dass „Drake wieder in sein übliches M.O. aus langsamen, taffigen Pull-Beats abgleitet, abwechselnd aggressiv und mürrisch rappt, und Themen, die von der Großartigkeit Drakes über die Reichhaltigkeit von Drake bis hin zu der Frage, wie missverstanden Drake ist, reichen, mit einem gelegentlichen bisschen Frauenfeindlichkeit, um ein paar faule Kirschen oben drauf zu setzen.“ Nadine Smith von The Independent stellte fest, dass „the childish pettiness and adolescent insecurities that were once endearing in their juvenilia now seem tired and immature. Instead of chilling out and settling down as he approaches his forties, Drake’s new album For All the Dogs sees him acting up more than ever, in ways that frequently reek not just of insecurity, but outright misogyny.“

## Kommerzieller Erfolg

### Chartplatzierungen
| ChartsChartplatzierungen       | Höchstplatzierung | Wochen |
| ------------------------------ | ----------------- | ------ |
| Deutschland (GfK)              | 5 (20 Wo.)        | 20     |
| Österreich (Ö3)                | 2 (12 Wo.)        | 12     |
| Schweiz (IFPI)                 | 2 (22 Wo.)        | 22     |
| Vereinigte Staaten (Billboard) | 1 (… Wo.)         | …      |
| Vereinigtes Königreich (OCC)   | 1 (30 Wo.)        | 30     |

| ChartsJahrescharts (2023)      | Platzierung |
| ------------------------------ | ----------- |
| Schweiz (IFPI)                 | 23          |
| Vereinigte Staaten (Billboard) | 133         |
| Vereinigtes Königreich (OCC)   | 66          |

| ChartsJahrescharts (2024)      | Platzierung |
| ------------------------------ | ----------- |
| Vereinigte Staaten (Billboard) | 5           |
| Vereinigtes Königreich (OCC)   | 100         |

### Auszeichnungen für Musikverkäufe
| Land/Region                  | Auszeichnungen für Musikverkäufe (Land/Region, Auszeichnung, Verkäufe) | Verkäufe |
| ---------------------------- | ---------------------------------------------------------------------- | -------- |
| Dänemark (IFPI)              | Platin                                                                 | 20.000   |
| Frankreich (SNEP)            | Gold                                                                   | 50.000   |
| Italien (FIMI)               | Gold                                                                   | 25.000   |
| Kanada (MC)                  | 2× Platin                                                              | 160.000  |
| Neuseeland (RMNZ)            | Platin                                                                 | 15.000   |
| Polen (ZPAV)                 | Gold                                                                   | 10.000   |
| Vereinigtes Königreich (BPI) | Gold                                                                   | 100.000  |
| Insgesamt                    | 4× Gold · 4× Platin ·                                                  | 380.000  |

Hauptartikel: Drake (Rapper)/Auszeichnungen für Musikverkäufe